# Vĩnh Tuy, Tuyên Quang
Vĩnh Tuy là một xã thuộc tỉnh Tuyên Quang, Việt Nam.

## Địa lý
Thị trấn Vĩnh Tuy nằm ở phía nam huyện Bắc Quang, là cửa ngõ phía nam của tỉnh Hà Giang và có vị trí địa lý:
- Phía đông giáp tỉnh Tuyên Quang
- Các phía còn lại giáp xã Vĩnh Hảo.

Thị trấn Vĩnh Tuy có diện tích 11,23 km², dân số năm 2019 là 3.313 người, mật độ dân số đạt 295 người/km².
Trên địa bàn thị trấn có Quốc lộ 2 và tỉnh lộ 183 chạy qua địa bàn.
Thị trấn giáp với sông Lô ở phía đông, sông Con chảy qua trung tâm thị trấn rồi hợp lưu với sông Lô. Ngoài ra, thị trấn còn có một số dòng suối như ngòi Kim hay ngòi Phát.

## Hành chính
Thị trấn Vĩnh Tuy được chia thành 8 tổ dân phố: Bình Long, Ngòi Cò, Phố Mới, Quyết Tiến, Tân Lập, Tân Long, Tân Thành, Tự Lập.

## Lịch sử
Ngày 21 tháng 12 năm 1957, Ban Cán sự Hành chính Lao - Hà - Yên ban hành Quyết định số 564/TC+CB về việc thành lập thị trấn Vĩnh Tuy trên cơ sở tách thôn Vĩnh Tuy, xóm Hàm Rồng, xóm Ngòi Cồ của xã Vĩnh Hảo.